# Давликеевский сельсовет (Столбищенский район)
Давликеевский сельсовет (Девлекеевский, тат. Дәүләкәй авыл советы, Däwläkäy awıl sovetı) — административно-территориальная единица в Казанской губернии и Татарской АССР.
Административный центр — село Давликеево.

## История
Давликеевский сельсовет был образован 27 марта 1918 года в составе Воскресенской волости Казанского уезда той же губернии. С 1920 года в составе той же волости Арского кантона Татарской АССР. После её упразднения в 1927 году вошёл в состав Казанского района.
При укрупнении сельсоветов в 1932 году был упразднён и включён в состав Борисковского сельсовета, однако в 1934 году Борисково включается в состав Казани, и сельсовет воссоздаётся.
После разукрупнения Казанского района в 1938 году в составе Столбищенского района.
На 1956 год в состав сельсовета входили Давликеево, Давликеевский кордон, Петровский. 
Упразднён в 1958 году; Давликеево вошло в состав Казани, остальные населённые пункты вошли в состав Песчано-Ковалинского сельсовета.

## Население
Население сельсовета составляло 1240 чел. в 1923 году, 1281 чел. в 1927 году.

## Колхозы
В 1949 году на территории сельсовета действовал 1 колхоз:
- имени Красина (Давликеево).[8]